# Solo le pido a Dios (álbum)
Solo le pido a Dios es el segundo álbum del grupo musical Pibes Chorros el cual se lanzó en el año 2002, sus mayores éxitos fueron: Llegamos Los Pibes Chorros, El Prisionero, Mabel, entre otros.

## Información y recepción
El disco fue lanzado por la discográfica Magenta Discos, en el disco se incluye la canción Sólo le pido a Dios, el cual es un cover de la canción de León Gieco.
El disco vendió más de 20 000 copias, lo cual se le dio a los artistas un disco de oro, un reconocimiento que se le da a los artistas cuando son exitosos, también se le considera uno de los discos más importantes de la Cumbia villera.

## Lista de Canciones
1. La Lechera
2. La Colcha Sucia
3. Mabel
4. Llegamos Los Pibes Chorros
5. Solo Le Pido A Dios
6. El Pibito Ladrón
7. Re Loco Soy Feliz
8. El Guacho Cicatriz
9. No Me Quiero Curar
10. El Prisionero
11. El Regreso Del Pibe Moco
12. Borracho Soy
13. Animatrack